# 中野義見
中野 義見（なかの よしみ、1897年8月2日 - 1969年4月3日）は、日本の音楽教育学者。

## 人物・来歴
広島県出身。東京音楽学校卒業、佐賀師範学校教諭となる。のち東京の文京区立湯島小学校訓導,東京都指導主事などをへて1945年中野区立江古田小学校校長。1956年国立音楽大学教授。

## 著書
- 『唱歌指導の実際』三喜堂, 1934
- 『樂譜の指導』 (音樂文庫 敎育篇) 河出書房, 1948
- 『音楽鑑賞の指導』 (新音楽教育叢書) 音楽之友社, 1949
- 『音楽と児童生活』 (音楽文庫教育篇) 河出書房, 1950
- 『リズムあそび』 (学級文庫) 関合正明 え, 社会教育連合会編. 印刷庁, 1950.3
- 『少年少女たのしい音楽のきき方』野々口重絵. 金の星社, 1966

### 共編著
- 『作曲の學習』川本久雄共著. 敎育出版社, 1948
- 『あたらしい音楽 4年 新訂』鳥居忠五郎,小島喜久寿,岡本敏明共編. 春陽堂教育出版,1953
- 『新しい音楽 5年 新訂』鳥居忠五郎,小島喜久寿, 岡本敏明 共編. 春陽堂教育出版, [1953
- 『たのしい音楽』 (小学生全集) 高尾正共著, 油野誠一絵. 筑摩書房, 1957
- 『文部省選定鑑賞レコード解説全書』堀内敬三他共編. 音楽之友社, 1960